# Good Morning!
Good Morning! – nagrany na Majorce z hiszpańskim zespołem Euterpe album studyjny australijskiego muzyka i poety Daevida Allena, wydany w maju 1976 roku nakładem Virgin Records.

## Lista utworów
Opracowano na podstawie materiału źródłowego.
Wydanie LP:
Strona A
| Nr | Tytuł utworu                | Słowa        | Muzyka       | Długość |
| -- | --------------------------- | ------------ | ------------ | ------- |
| 1. | „Children of the New World” | Daevid Allen | Daevid Allen | 3:40    |
| 2. | „Good Morning”              | Daevid Allen | Daevid Allen | 5:10    |
| 3. | „Spirit”                    | Daevid Allen | Daevid Allen | 4:55    |
| 4. | „Song of Satisfaction”      | Daevid Allen | Daevid Allen | 2:00    |
| 5. | „Have You Seen My Friend?”  | Daevid Allen | Daevid Allen | 3:22    |
|    |                             |              |              | 19:07   |

Strona B
| Nr | Tytuł utworu             | Słowa        | Muzyka                                     | Długość |
| -- | ------------------------ | ------------ | ------------------------------------------ | ------- |
| 1. | „French Garden”          | Daevid Allen | Daevid Allen                               | 3:19    |
| 2. | „Wise Man in Your Heart” | Daevid Allen | Daevid Allen, Mike Howlett, Pierre Moerlen | 11:35   |
| 3. | „She Doesn’t She”        | Daevid Allen | Daevid Allen                               | 2:30    |
|    |                          |              |                                            | 17:24   |

Wydanie CD (Virgin 1990, Esoteric Recordings 2007) – utwór dodatkowy:
| Nr | Tytuł utworu              | Słowa        | Muzyka       | Długość |
| -- | ------------------------- | ------------ | ------------ | ------- |
| 1. | „Euterpe Gratitude Piece” | Daevid Allen | Daevid Allen | 9:50    |
|    |                           |              |              | 9:50    |

## Twórcy
Opracowano na podstawie materiału źródłowego.
Muzycy:
- Daevid Allen – śpiew, gitara (glissando, solowa)
- Gilli Smyth – (kosmiczny) śpiew
- Euterpe:
  - Ana Camps – śpiew
  - Toni Tree Fernandez – gitary
  - Toni Ares – kontrabas
  - Pepe Milan – gitary akustyczne, mandolina, charango, Glockenspiel
  - Toni Pascual – syntezator Mooga, keyboardy, gitara

Dodatkowi muzycy:
- Mike "Fingers" Howlett – gitara basowa (B2)
- Pierre Moerlen – instrumenty perkusyjne (B2)

Produkcja:
- Fred Frontispiece – projekt oprawy graficznej
- Belle Roachclip - fotografie